# Monocita

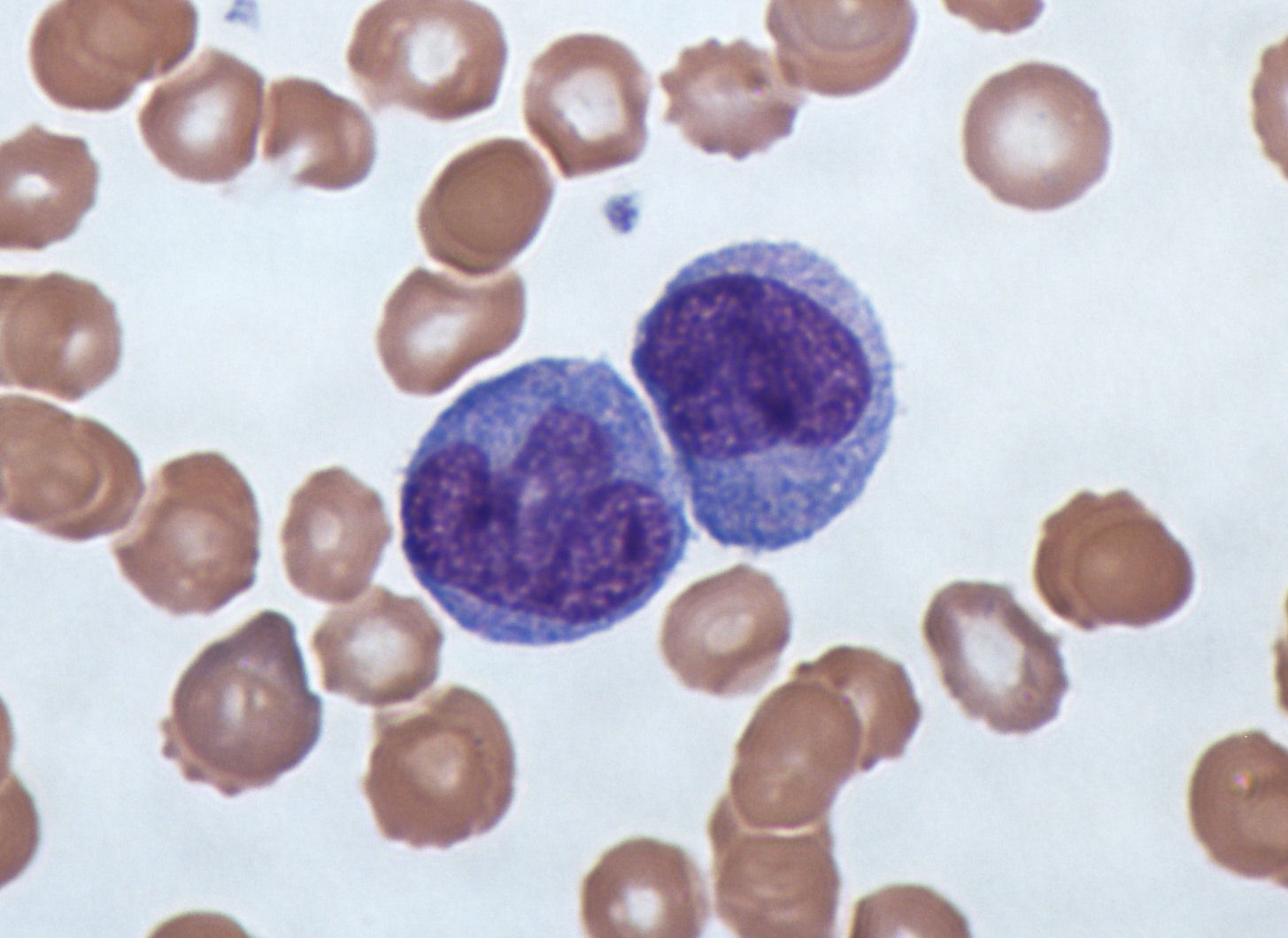

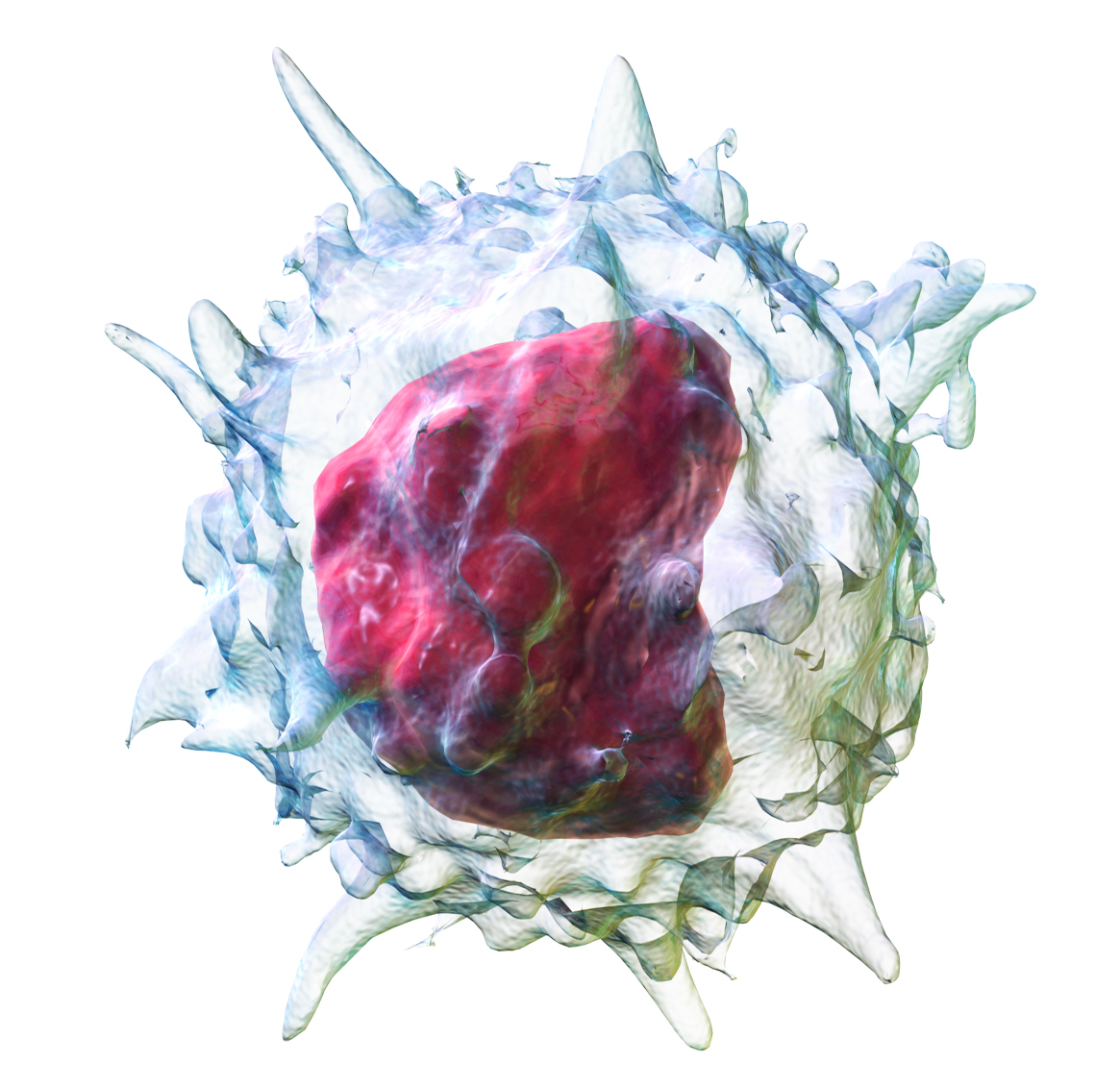
Monocita festett vérkeneten, illetve rajzon

A monociták a fehérvérsejtek egyik csoportja, méretre ők a legnagyobbak. A monociták tovább differenciálódhatnak makrofágokká vagy dendritikus sejtekké. A veleszületett immunrendszer részeként képesek bekebelezni a szervezetbe került mikroorganizmusokat. Felszíni fehérjéik alapján három csoportra osztják őket. 

## Felépítésük
A monociták nagy, amőbaszerű sejtek. Citoplazmájában azurofil (kékre festődő) szemcsék találhatók, amelyek emésztőenzimeket tartalmaznak. Sejtmagvuk (a granulocitáktól eltérően) nem lebenyekre osztott, hanem inkább bab vagy vese alakú, középtájt egy behúzódással. A behúzódásban található a sejt centrióluma, amit jól fejlett Golgi-apparátus vesz körül. A monociták a fehérvérsejtek 2-10%-át teszik ki; normális körülmények között kb. felük a lépben tárolódik.

## Funkciójuk

A vérképzés (haematopoesis) menete

A monociták a csontvelőben keletkeznek ún. monoblasztokból (amelyek a vérképző őssejtekből differenciálódnak). Ezután kikerülnek a véráramba, ahol 1-3 napig keringenek, majd többnyire a szövetekbe vándorolnak, ahol vagy makrofággá vagy dendritikus sejtté alakulnak át. A vérben a fehérvérsejtek kb. 3-8%-át teszik ki. A monociták nagyjából fele a lép vörös pulpájának Billroth-féle kötegeiben tárolódik. A monociták a legnagyobb, normál körülmények között előforduló részecskék a vérben.
A vérkeringésből a szövetekbe migráló monociták makrofággá vagy dendritikus sejtté differenciálódnak tovább. Az előbbiek a kórokozóktól, illetve az idegen anyagoktól védik a szervezetet; feltételezések szerint szerepük lehet a szív és az agy kialakulásában is. A dendritikus sejtté való átalakulás in vitro körülmények között granulocita makrofág kolónia-stimuláló faktor (GM-CSF) és interleukin-4 hozzáadásával váltható ki.
A monociták (illetve a makrofágok és dendritikus sejtek) három fontos szerepet játszanak el az immunrendszeren belül: fagocitózissal bekebelezik a kórokozókat, prezentálják azok antigénjeit és citokineket termelnek. A monociták képesek bekebelezni azokat a baktériumokat, amelyekhez ellenanyagok vagy a komplementrendszer részei kötődtek; sőt közvetlenül is képesek lehetnek felismerni őket receptoraikkal. Elpusztítják a szervezet saját, fertőzött sejtjeit is, ha azokhoz ellenanyagok kapcsolódnak. 
Az immunrendszer más sejtjei hírvivő molekulákkal szabályozzák a monociták működését. Ilyenek lehetnek egyes kemokinek, mint a monocita kemotaxis protein-1 (vagy CCL2) és a monocita kemotaxis protein-3 (CCL7); egyes arachidonsav-származékok, mint leukotrién B4 és az 5-hidroxiikozatetraénsav-család tagjai; vagy reagálhatnak a baktériumok által kibocsátott N-formilált oligopeptidekre.
A fagocitózisból megmaradó maradványok egy része a sejt felszínére kerül és az MHC-komplexbe beépülve antigénként lesz prezentálva a T-limfociták számára, amelyek így specifikus módon támadhatják a hasonló kórokozókat. 
A monociták olyan gyulladást beindító vagy később csökkentő citokineket bocsátanak ki, mint a tumor nekrózis faktorok, interleukin-1 vagy interleukin-12.

## Csoportosításuk
Az emberi vérben legalább három monocita-csoportot különítenek el:
1. klasszikus monociták ismertetőjele, hogy nagy számú CD14 felszíni receptor található rajtuk, viszont CD16-negatívak.
2. a nem klasszikus sejtek kevesebb CD14-et és emellett CD16-ot expresszálnak.[7]
3. az átmeneti csoporton sok CD14 és egy kevés CD16 található.

A nézetek eltérnek abban, hogy az utolsó csoport fejlődési szakasznak, vagy különálló szubpopulációnak tekinthető-e. Egerekben az átmeneti csoport hiányzik, náluk az ún. gyulladási monociták a humán klasszikus sejteknek, a rezidens monociták pedig a nem-klasszikusoknak feleltethetők meg.

## Diagnosztika

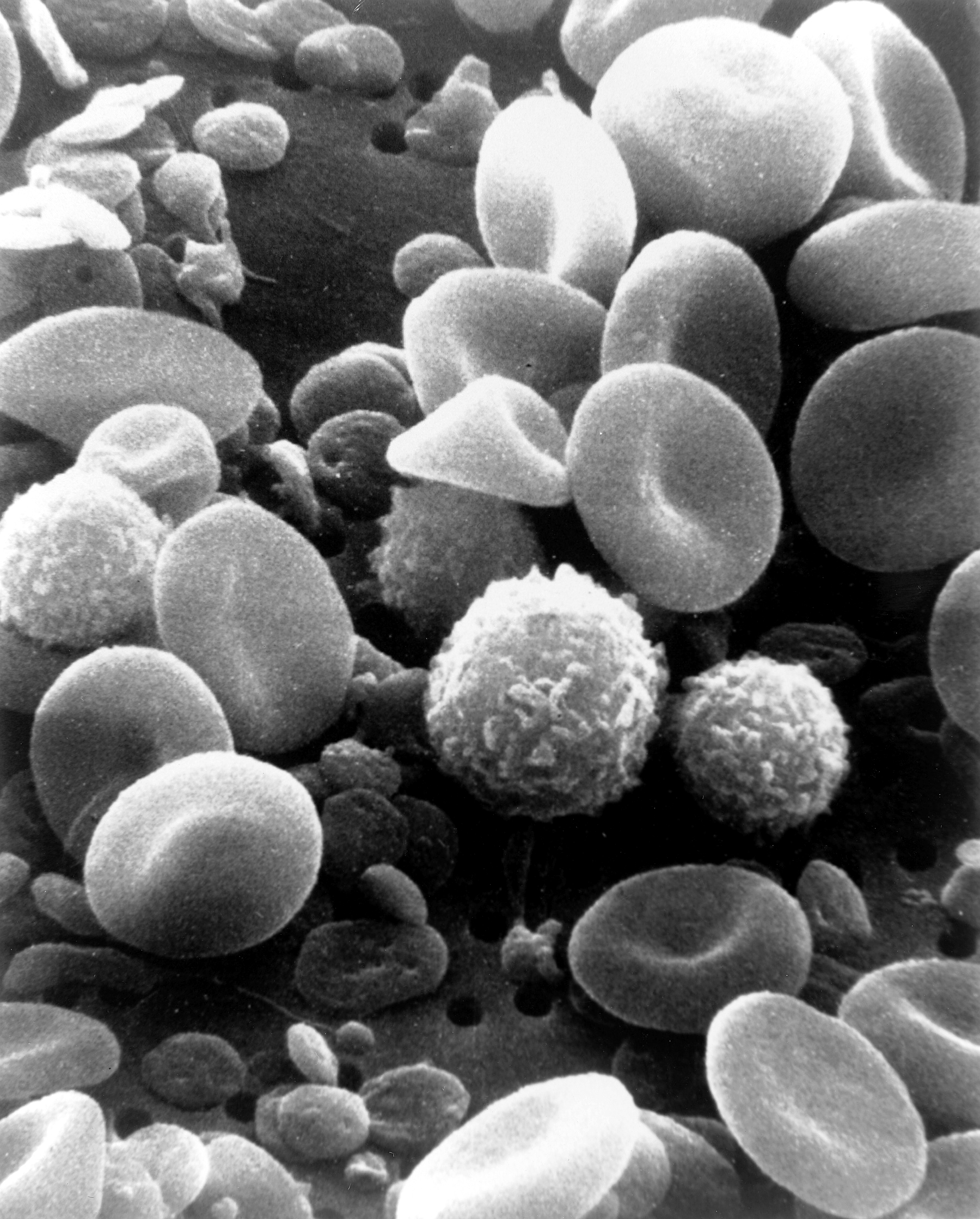
Vér pásztázó elektronmikroszkópos képe. A lapos vörösvértestek között a legnagyobb fehérvérsejt egy monocita, a kisebbek limfociták és neutrofilek

A monociták túltengését a vérben monocitózisnak hívjuk és különféle kórképekre utalhat:
- krónikus gyulladás
- stressz
- Cushing-szindróma (hiperadrenokortikizmus)
- immunbetegség
- granulóma
- nekrózis
- a vörösvértestek regenerálása
- vírusos eredetű láz
- szarkoidózis

A nem-klasszikus monociták kiugróan magas száma főleg a súlyos fertőzésekre (szepszis) jellemző. Érelmeszesedett betegekben a megemelkedett átmeneti monocita szám közelgő infarktusra figyelmeztethet.
A kórosan alacsony monocitaszám a monocitopénia. Többek között immunszupresszáns glukokortikoidok szedése után figyelhető meg.

## Fordítás
- Ez a szócikk részben vagy egészben  a   Monocyte című angol Wikipédia-szócikk ezen változatának fordításán alapul.  Az eredeti cikk szerkesztőit annak laptörténete sorolja fel. Ez a jelzés csupán a megfogalmazás eredetét és a szerzői jogokat jelzi, nem szolgál a cikkben szereplő információk forrásmegjelöléseként.